# Anisadenia pubescens
Anisadenia pubescens là một loài thực vật có hoa trong họ Linaceae. Loài này được Griff. mô tả khoa học đầu tiên năm 1848.